# Adolfo Castillo Meza
Adolfo Carlo Magno Castillo Meza (Lima, 1962) es un físico peruano. Actualmente se desempeña como Jefe de la Oficina Nacional de Procesos Electorales para el periodo 2017-2021.
Es licenciado en física y magíster en física y matemáticas por la universidad Druzby Narodov de Rusia. Es director de la Dirección Universitaria de Informática de la Universidad Peruana Cayetano Heredia.
El pleno del Consejo Nacional de la Magistratura lo eligió titular de la Oficina Nacional de Procesos Electorales (ONPE) frente a 4 postulantes el 27 de febrero de 2017.
El Consejo Nacional de la Magistratura decidió abrir investigación por las firmas para la inscripción de Podemos Perú. El presidente del Consejo Nacional de la Magistratura anunció suspender sus funciones en la ONPE.